# هاني فحص

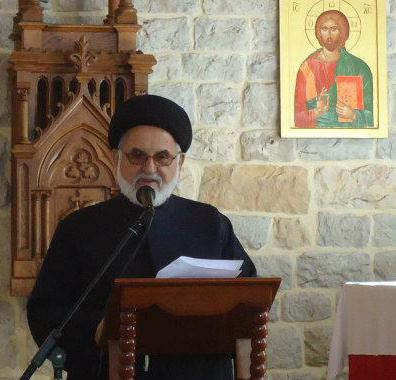
هاني فحص محاضرا في إحدى الكنائس اللبنانية

هاني فحص (1946 - 2014)، رجل دين مسلم شيعي، من رجال الدين القلائل عند الشيعة الذين انخرطوا في العمل الحزبي العلني، أديب وكاتب ومؤلف وناشط في المجتمع المدني، وداعية حوار بين الأديان، ومن أبرز المنظرين في مجال مقاربة الإسلام لمواضيع الحداثة المطروحة.

## نشأته ودراسته
ولد في بلدة جبشيت (النبطية) عام 1946، وتلقى الدراسة الابتدائية في القرية والمتوسطة في مدينة النبطية. تابع دراسته الثانوية ونال شهادة الدروس الثانوية (الموحدة السورية) كطالب حر. بعدها هاجر إلى النجف (العراق) عام 1963 ودرس في حوزتها الدينية، ونال إجازة (بكالوريوس) في اللغة العربية والعلوم الإسلامية من كلية الفقه في النجف.

عاد من النجف عام 1972 ليستقر في بلدته جبشيت، وكان قد تزوّج في سنّ التاسعة عشر من (نادية علّو) وله خمسة أبناء ذكور وابنتان.

## في السياسة
انتسب إلى حركة فتح أيام وجودها في لبنان، وهو عضو في المؤتمر الدائم للحوار اللبناني، كذلك فهو عضو في المجلس الإسلامي الشيعي الأعلى.

ترشّح للانتخابات الفرعية عام 1974 متحالفا مع كمال جنبلاط، ولكن سرعان ما انسحب من المعركة بسبب اعتراض موسى الصدر آنذاك. عاد وترشح للانتخابات النيابية عام 1992 عن محافظة النبطية ولم يحالفه الحظ.

## نشاطاته

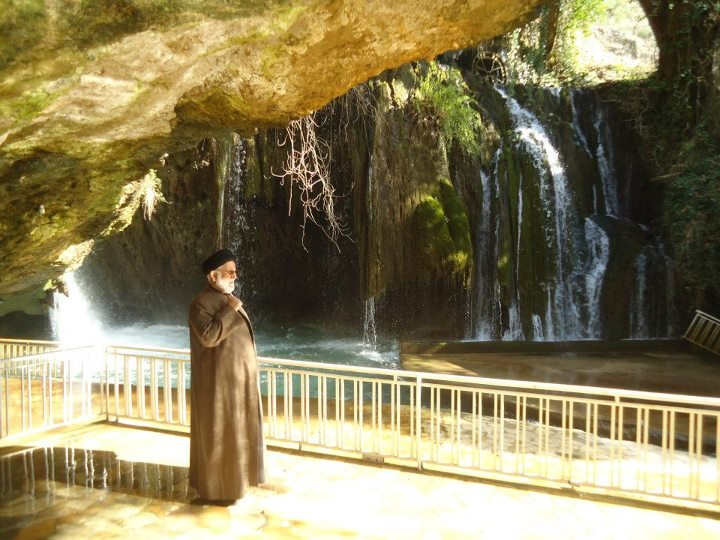
هاني فحص

- أشرف على مجلة النجف لمدة عام أيام إقامته فيها.
- لدى عودته من النجف مارس عمله الديني إماما لبلدة جبشيت من العام 1972 وحتى العام 1975 ميلادي.
- شارك في تأسيس وتفعيل منتدى ادباء جبل عامل مع عدد من الأدباء والشعراء الجنوبيين.
- شارك في قيادة انتفاضة مزارعي التبغ المطلبية عام 1972.
- تقرّب من قيادات حركة فتح في لبنان ولم يتخلّ -رغم قربه منهم- عن انتقاداته لدورهم بالحرب الأهلية الداخلية اللبنانية.
- عندما بدأت الثورة الإيرانية عمل عام 1978 على إنشاء التواصل بين ياسر عرفات والخميني، وقد زار الخميني في منفاه الباريسي، ورافق ياسر عرفات على نفس الطائرة التي زارت إيران بعد أيام من انتصار الثورة الإيرانية ضد الشاه.
- في العام 1982 سافر إلى إيران مع عائلته وأقام فيها حتى العام 1985، عمل خلالها مستشاراً في مكتب إعلام الحوزة في قم، ومشرفاً على مجلة (الفجر)، كما أقام علاقات مع بعض المراجع فيها مثل الشيخ منتظري وغيرهم.
- أيام وجوده في إيران سافر في بعثات خارجية مع الإيرانيين إلى الغابون ومدغشقر وكينيا والكاميرون في نشاطات تهدف لتسليط الضوء على القدس.
- عاد من إيران عام 1985 ميلادي، وقد تخلّى بعد التجربة عن أفكاره القومية، وخاض في العام 1992 ميلادي الانتخابات النيابية في لبنان ولم يحالفه الحظ فيها.
- بعد الانتخابات تفرّغ للحوار والكتابة والعمل الفكري والثقافي، فأسس مع سمير فرنجية (المؤتمر الدائم للحوار اللبناني)
- يعتبر من الأعضاء المؤسسين للفريق العربي للحوار الإسلامي المسيحي، وكذلك من المؤسسين (للقاء اللبناني للحوار) كما انه عضو في الهيئة الشرعية للمجلس الإسلامي الشيعي الأعلى وكان من المقربين للشيخ محمد مهدي شمس الدين.
- كان عضوا في الاتحاد العالمي للعلماء المسلمين واستقال منه بعد المؤتمر الأول.
- عضو في أكاديمية أهل البيت في عمان في الأردن، وكذلك في منتدى الوسطية في عمان أيضا.
- عضو مجلس إدارة وعضو مجلس أمناء مؤسسة ياسر عرفات الخيرية الثقافية.

## مؤلفاته

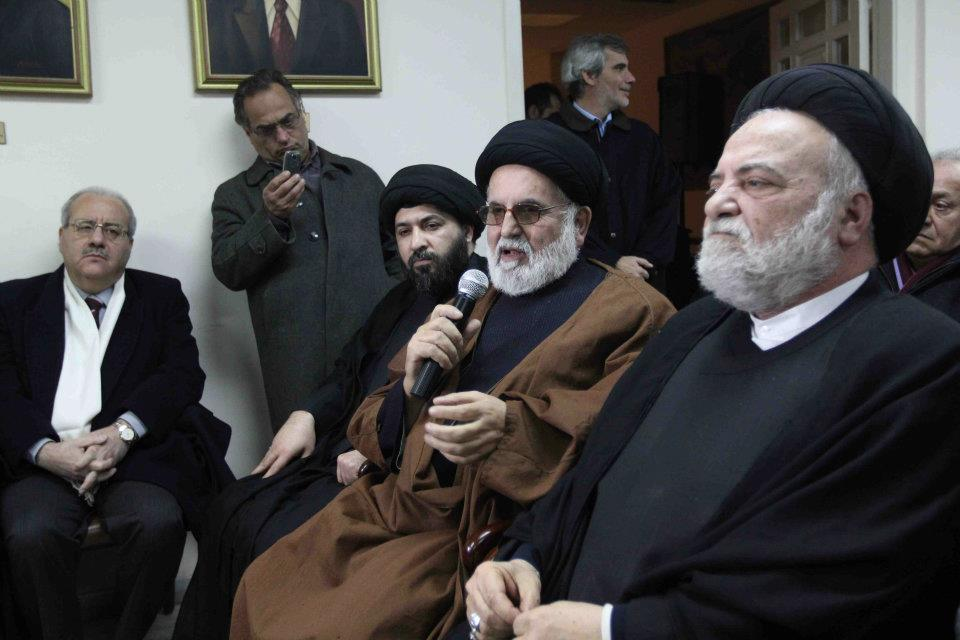
محمد حسن الأمين وهاني فحص

له ما يقرب من الثلاثة عشر كتاباً مطبوعاً منها:
1. ماضي لا يمضي
2. ذكريات ومكونات عراقية
3. الإمامان الصدر وشمس الدين ذاكرة لغدنا
4. خطاب القلب
5. تفاصيل القلب
6. أوراق من دفتر الولد العاملي
7. مشروعات أسئلة
8. في الوحدة والتجزئة
9. ملاحظات في المنهج
10. المسرح
11. كنايات
12. الحوار في فضاء التوحيد والوحدة
13. الشيعة والدولة في لبنان
14. الهوية الثقافية

### الكتب غير المطبوعة
أما الكتب والمؤلفات الغير مطبوعة: 
1. مرايا
2. ذاكرة الأمكنة
3. المعرفة والاختلاف
4. لبنانيات سياسية
5. في الوحدة
6. مقاربات نقدية
7. الشيعة في لبنان
8. دروس من الحوار.

## وفاته
توفي في بيروت إثر معاناته من مشاكل في الرئة، وذلك في صباح يوم الخميس 18 سبتمبر من العام 2014.

## وصلات خارجية
- روافد: مقابلة توثيقية مع هاني فحص على قناة العربية
- سيرة هاني فحص بخط يده